# Balancanché

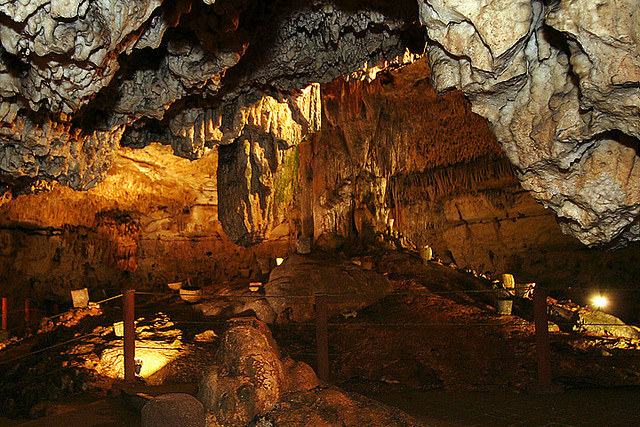
Höhle von Balancanché

Die unterirdische Höhle von Balancanché (auch Balankanché geschrieben) gehört zu den selten besuchten Maya-Stätten auf der Halbinsel Yucatán in Mexiko. Der Name bedeutet etwa 'Ort des Balaam' (= Ort des Opferpriesters).

## Lage
Der Eingang zur Höhle liegt etwa 5 km östlich von Chichén Itzá und nur etwa 250 m nördlich der CF180. Die nächstgelegene Stadt ist Valladolid (ca. 33 km östlich).

## Geschichte
Die Höhle wurde von den Mayas wahrscheinlich schon im 2./3. Jahrhundert n. Chr. erstmals als Kultstätte benutzt; die meisten der am Ort verbliebenen Opfergaben (hauptsächlich Keramiken) stammen jedoch aus der klassischen (ca. 500 bis 800 n. Chr.) und postklassischen Periode (ca. 800 bis 1200 n. Chr.). Nach der spanischen Eroberung Yucatáns durch Vater und Sohn Francisco de Montejo geriet die unbewohnte Stätte in Vergessenheit und wurde erst zu Beginn des 20. Jahrhunderts von Höhlenforschern und Archäologen des Instituto Nacional de Antropología e Historia (INAH) wiederentdeckt, ohne jedoch ihre Bedeutung zu erkennen. Erst im Jahre 1959 wurde der von den Maya vermauerte Zugang zum Kernbereich der Höhle gefunden, die jedoch erst gegen Ende der 1970er Jahre touristisch erschlossen wurde.

## Höhle
Vom Eingang zur Höhle führt ein etwa 200 m langer und stetig leicht abfallender Weg zu einem etwa 28 m unter der Erdoberfläche befindlichen ca. 7,50 m hohen Saal, in dessen Mitte sich ein zentraler – aus Stalagmiten und Stalaktiten gebildeter – Pfeiler befindet, um den herum eine Fülle von Opfergaben aus Keramik (Krüge, Räucherbecken etc.) aufgestellt sind. Der Mittelpfeiler erhebt sich über einem natürlichen Erdhügel, der wahrscheinlich im Lauf von Jahrtausenden von herabgestürzten Stalaktiten gebildet wurde. Auf dem Boden einer seitlichen, von Kalkfelsen bedeckten Nische finden sich knapp 100 in fünf Reihen angeordnete kleine Reibsteine (metates) aus Kalkstein, die eigens zu Opferzwecken hergestellt wurden; dahinter stehen weitere Krüge und Schalen aus Keramik.
Einige der Keramiken aus postklassischer Zeit tragen Masken in Form des zentralmexikanischen toltekisch-aztekischen Regengottes Tlaloc und in der Tat erinnert der Mittelpfeiler an sturzbachartig herabfallenden Regen. Eine andere Assoziation ist die zum heiligen Baum der Maya, der Ceiba, die auch als Weltenbaum (wacah chan) oder Weltachse angesehen wurde, da sie Himmel, Erde und Unterwelt (xibalba oder mitaal) miteinander verband.

## Bedeutung
Cenotes und Höhlen wurden von den Maya als Eingänge zur Unterwelt angesehen und entsprechend verehrt. Darüber hinaus standen sie in Verbindung zum fruchtbarkeits- und lebenspendenden Element Wasser und somit zum sehnlichst herbeigeflehten Regen; vielleicht auch zu anderen Formen der Fertilität.

## Bilder

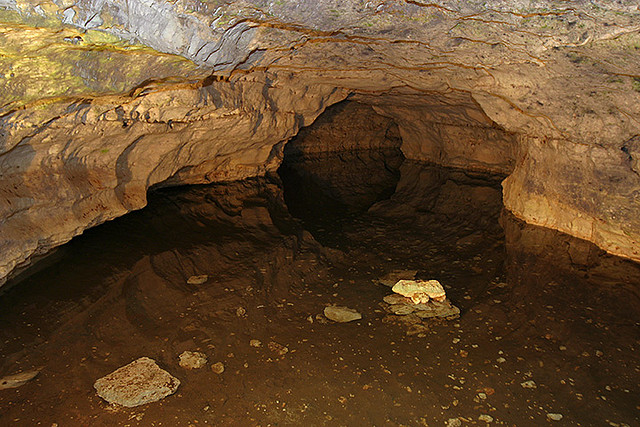
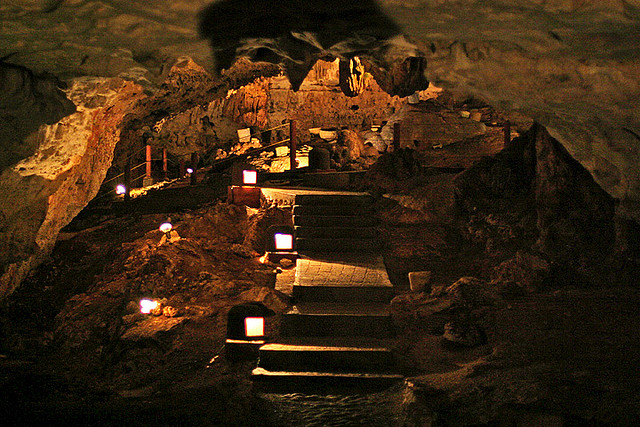
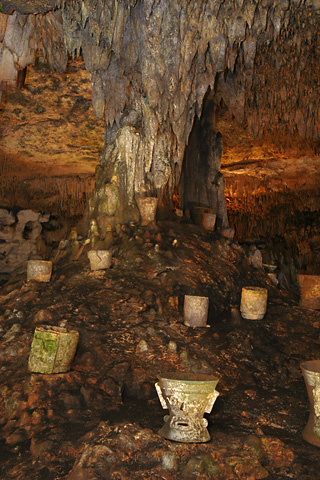
Mittelpfeiler und Opfergaben
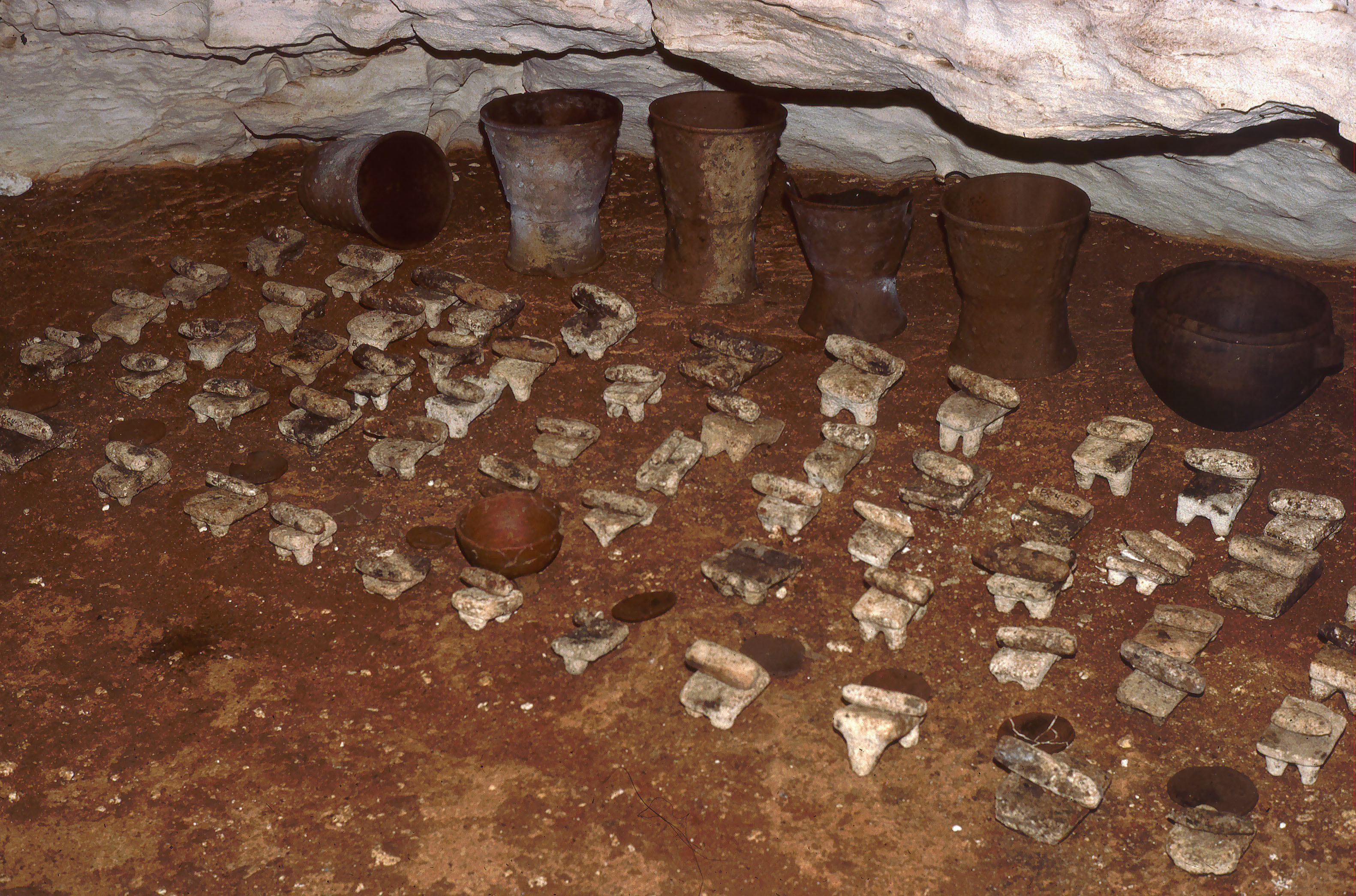
Nische mit Reibsteinen
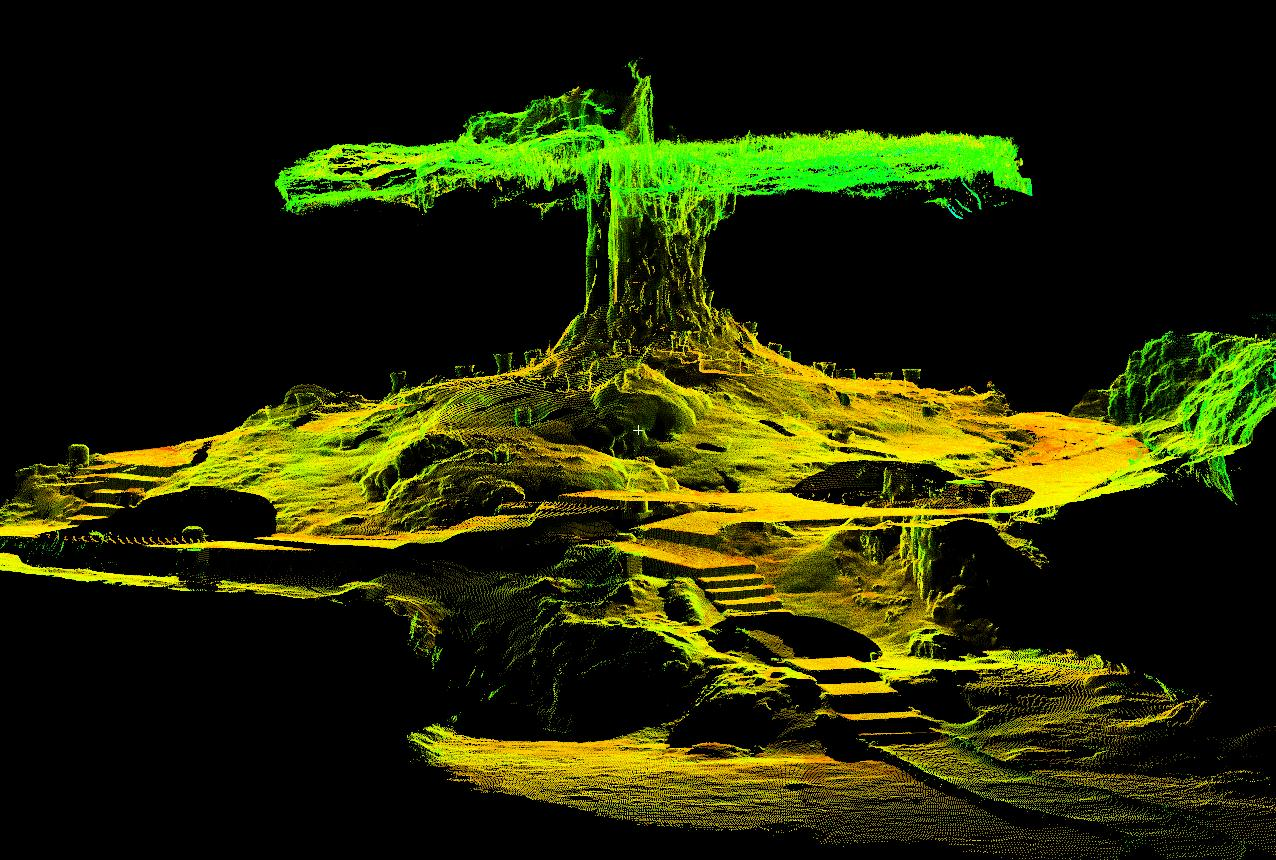
Laserfoto der Höhle